# Parkinsonova bolest
Parkinsonova bolest je bolest poremećaja pokreta zbog smanjenja lučenja kemijske supstancije dopamina u dijelu mozga koji ima važnu ulogu u kontroli voljnih pokreta (bazalni gangliji).
Bolest je nazvana po liječniku iz Londona dr. Jamesu Parkinsonu, koji je 1817. godine prvi opisao simptome bolesti.

## Opis bolesti

#### Pet kliničkih stupnjeva Parkinsonove bolesti
- 0 - nema znakova bolesti
- 1 - bolest zahvaća jednu stranu tijela
- 1,5 - jednostrana + aksijalna zahvaćenost
- 2 - zahvaćene obje strane tijela bez poremećaja ravnoteže
- 2,5 - blaga obostrana bolest s nesigurnošću, ali i održavanjem položaja pri naglom izbacivanju iz početnog položaja
- 3 - blaga do umjerena obostrana bolest s posturalnom nestabilnošću, ali bolesnik je fizički samostalan
- 4 - teška onesposobljenost, s tim da je bolesnik još sposoban stajati i hodati bez pomoći
- 5 - vezanost uz kolica ili krevet.[1]

#### Primarni simptomi
- Tremor (drhtanje)
- Rigor (ukočenost)
- Bradikinezija (usporenost pokreta)
- Posturalna nestabilnost (slaba ravnoteža)
- Smetnje u kretanju

#### Sekundarni simptomi
- Depresija
- Opstipacija (zatvor)
- Inkontinencija
- Disfagija (problemi gutanja)
- Demencija
- Mikrografija
- Seboreja kože i vlasišta
- Smetnje u govoru
- Hipotenzija (niski krvni tlak)
- Poremećaji u spavanju

## Tip bolesti
Prognoza Parkinsonove bolesti ovisi o tipu bolesti:
- Tip A - Tremor dominantni tip - blaži oblik bolesti povezan s tremorom i drugim simptomima ograničenim na jednu stranu tijela. Najbolja prognoza - bolesnici odgovaraju jako dobro na uobičajene lijekove kao što je levodopa. Poslije tog razdoblja, pojačavaju se različiti stupnjevi sindroma levodopa neuspjeha.

- Tip B - Akinetički tip - teži, nestabilni oblik bolesti s problemom hodanja i zanemarivom količinom tremora. Umjesto toga, u pojavi bolesti rano su prisutne poteškoće u hodanju, poteškoće s držanjem tijela i ravnotežom. Ove osobe mogu imati jako dobar odgovor na lijekove u razdoblju do 8 godina.

Liječenje Parkinsonove bolesti, uz primjenu lijekova, uključuje i nefarmakološke mjere (tjelovježba, prehrana, suportivne grupe). Cilj liječenja je postići kontinuiranu stimulaciju dopaminergičkih neurona primjenom antiparkinsonika (lijekova za liječenje Parkinsonove bolesti).

## Terapija
U terapiji se najčešće primjenjuju:
1. levodopa - jedan od najdjelotvornijih lijekova, podiže razinu dopamina - tvari koja nedostaje u mozgu oboljelih;
2. direktni stimulatori dopaminergičkih neurona (bromokriptin, apomorfin, pramipeksol, ropinirol) – izravno stimuliraju receptore i zamjenjuju ulogu dopamina u mozgu; u ranoj fazi bolesti uzimaju se kao monoterapija, a kasnije u kombinaciji s levodopom pojačavajući njen učinak;
3. inhibitori enzima monoaminoksidaze tipa B (MAO B – selegilin) – blokira enzimatski put razgradnje dopamina i na taj način povećava raspoloživu količinu dopamina;
4. inhibitori enzima katehol-O-metiltransferaze (COMT – entakapon) - blokira razgradnju levodope prije ulaska u mozak, uzima se samo uz levodopu te značajno produljuje njen učinak;
5. antikolinergici – prvi lijekovi koji su se primjenjivali u terapiji Parkinsonove bolesti; u primjeni dulje od 100 godina; obzirom na mnoge nuspojave sve se rjeđe primjenjuju;
6. amantadin – lijek dostupan u Republici Hrvatskoj u formi amantadinsulfata, a najčešće se propisuje u početnim fazama bolesti.

Kirurško liječenje i/ili ugradnja stimulatora primjenjuju se samo kod bolesnika koji su razvili nekontrolirane pokrete koji se ne mogu uspješno liječiti lijekovima.
Psihološki tretmani obično su zasnovani na kognitivno-behavioralnoj terapiji. Kognitivno-bihevioralna psihoterapija je znanstveno dokazana efikasna za niz komorbiditeta u Parkinsonovoj bolesti uključujući bolne sindrome, insomniju, anksioznost, depresiju, i poremećaje impluzivnosti. Psiholog Ivan Zečević u svojim smjernicama za rad tvrdi da multidisciplinarni pristup Parkinsonovoj bolesti treba uključivati psihologa s obzirom na to da se motorni simptomi mogu pogrošati psihološkim faktorima kao što je anksioznost, fobija, panični napadi itd., ali i zato što psihološki faktori mogu značajno poboljšati kvalitetu života pacijenata. Psihološki tretmani trebaju biti zasnovani na znanstvenim dokazima, individualno prilagođavani pacijentima i pratiti kliničke smjernice za adaptiranje terapije Parkinsonovoj bolesti, uključujući i kognitivna i motorna oštećenja.

## Medicinska rehabilitacija
Medicinska rehabilitacija omogućuje maksimalno osposobljavanje za samostalno izvođenje aktivnosti svakodnevnog života kroz adekvatnu edukaciju i programe u koje su uključeni i bolesnik i njegova obitelj. Individualni plan i program rehabilitacije za svakog pojedinog bolesnika podrazumijeva:
- izradu programa vježbi sukladno svakom pojedinom slučaju,
- evaluiraju se i liječe problemi vezani za bol koji utječu na aktivnost bolesnika,
- utvrđuju se problemi hodanja,
- poboljšava se balans i educira se o prevenciji pada,
- uključivanje u fizioterapeutske postupke,
- poučavaju se bolesnici o vježbama disanja,
- uključuju se u grupne vježbe,
- primjena različitih tehnika masaže (manualna, hidromasaža…)
- tehnike opuštanja kroz grupne ili individualne programe s ciljem opće relaksiranosti mišića, pravilnijeg disanja, smanjenja stresa i pozitivnog utjecaja na svladavanje depresije,
- educiraju se o savladavanju poteškoća u aktivnostima dnevnog življenja učenjem novih strategija izvođenja pokreta (hranjenje, oblačenje, kupanje),
- uključivanje u radnu terapiju gdje se koristi svrsishodni i koordinirani pokret u radnom procesu kako bi se postiglo poboljšanje,
- korištenje suportivnih i komplementarnih terapija (glazboterapija.),
- primjena pravilne i uravnotežene prehrane kako bi se postigla zadovoljavajuća razina energije i bolji učinak lijekova te spriječilo smanjenje tjelesne težine zbog poteškoća žvakanja i gutanja hrane,
- preporučuje se korištenje pomagala,
- educiraju se bolesnici i članovi obitelji o bolesti, centrima i udrugama.

Tim koji skrbi o bolesniku čine: bolesnikova obitelj, liječnik opće medicine, neurolog, fizijatar, viši fizioterapeuti i radni terapeuti, medicinska sestra, dijetetičar. Povremeno se uključuju u rad logoped (vježbe za govor) i psiholog (za bolesnika i njegovu obitelj).

## Poznati slučajevi
Od Parkinsonove bolesti boluje glumac Michael J. Fox, koji godišnje izdvaja milijune na istraživanje matičnih stanica kako bi se našao lijek za tu bolest. Od nje su bolovali i papa Ivan Pavao II., boksač Muhammad Ali i pjevač Ozzy Osbourne.

## Vanjske poveznice

### Sestrinski projekti
|  | Zajednički poslužitelj ima još gradiva o temi Parkinsonova bolest |

### Mrežne stranice
- Hrvatska udruga bolesnika s poremećajima pokreta - HUBPP (hrv.)
- Parkinson's Disease  Arhivirana inačica izvorne stranice od 27. rujna 2007. (Wayback Machine) (engl.)

|  | Molimo pročitajte upozorenje o korištenju medicinskih informacija. Ne provodite liječenje bez savjetovanja s liječnikom! |